# والتر رين
والتر رين (بالألمانية: Walter Rein)‏ هو أستاذ جامعي وملحن ألماني، ولد في 10 ديسمبر 1893 في إرفورت في ألمانيا، وتوفي في 18 يونيو 1955 في برلين في ألمانيا.

## وصلات خارجية
- والتر رين على موقع ميوزك برينز (الإنجليزية)
- والتر رين على موقع ديسكوغز (الإنجليزية)